# 地理大发现

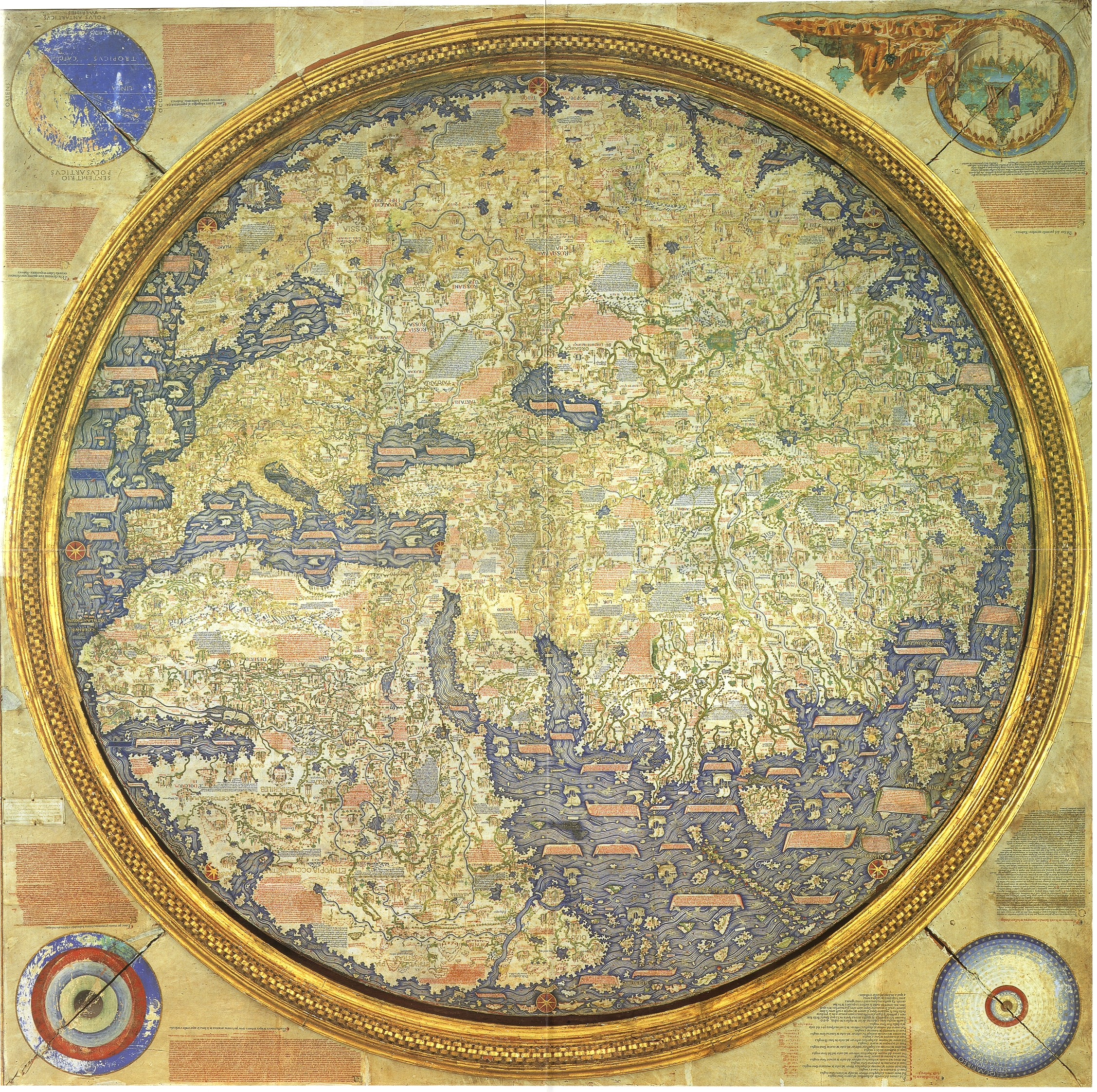
威尼斯制图师弗拉·毛罗绘制的弗拉·毛罗地图（1459年）。这幅地图是第一批绘有欧洲、非洲与亚洲的地图。

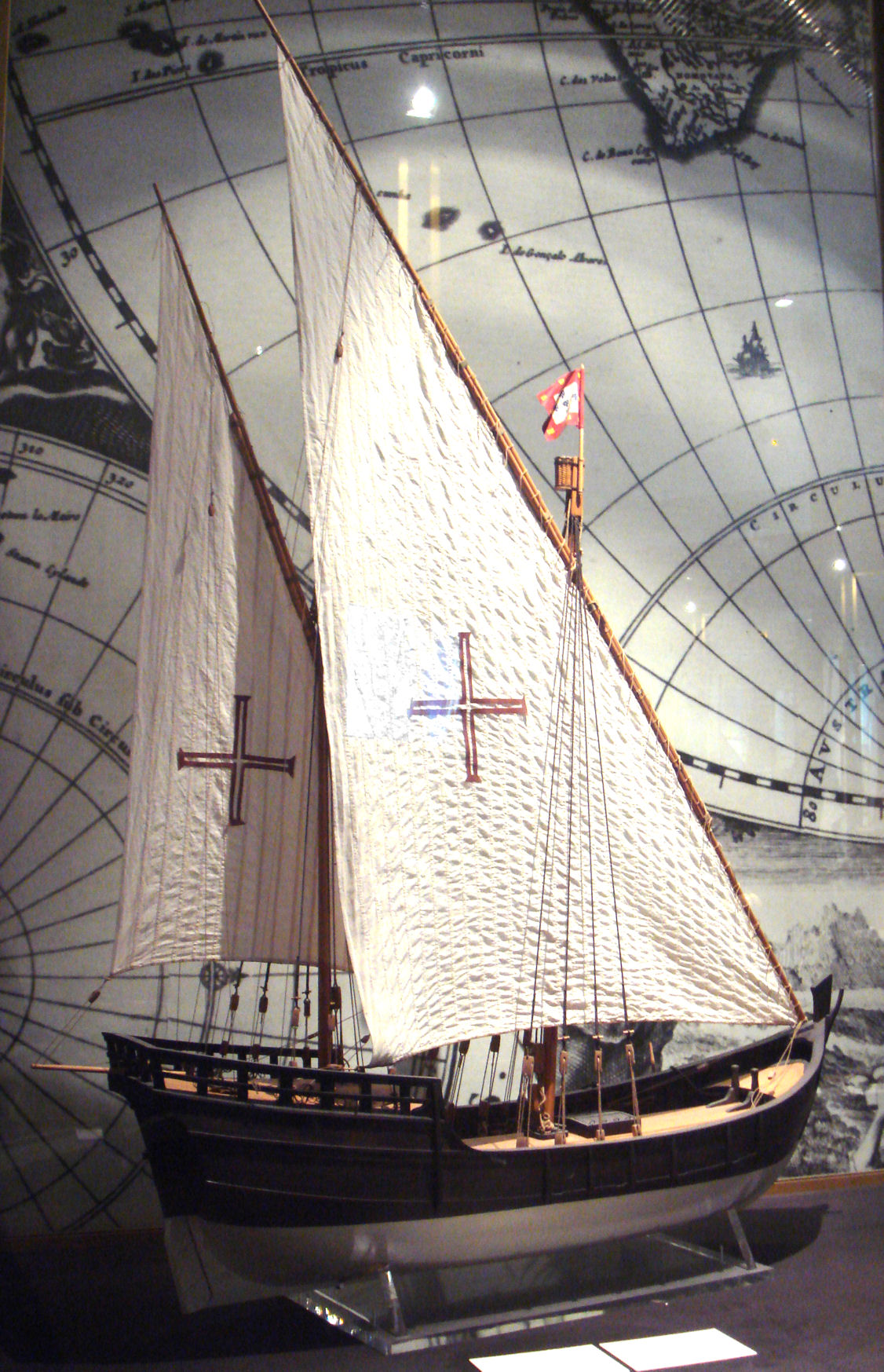
盛行于15世纪的卡拉维尔帆船，在大航海时代常被用作远洋航行。

地理大发现（英語：Age of Discovery；又名探索时代、海權時代、发现时代、大航海時代）指从15世纪到17世纪时期。该时期内，欧洲的船队出现在世界各处的海洋上，寻找着新的贸易路线和贸易伙伴，以发展欧洲新生的资本主义。在这些远洋探索中，欧洲人发现了许多当时在欧洲不为人知的国家与地区。与此同时，欧洲涌现出了许多著名的航海家，其中有克里斯托弗·哥伦布、瓦斯科·达伽马、佩德罗·阿尔瓦雷斯·卡布拉尔、胡安·德拉科萨、巴尔托洛梅乌·迪亚士、乔瓦尼·卡波托、胡安·庞塞·德莱昂、斐迪南·麦哲伦与胡安·塞瓦斯蒂安·埃尔卡诺等。
在当时，远洋航行意味着冒险：他们无法准确测量经度，木制船壳无法抵抗船蛆的侵蚀，储备的食物不适合长期航行，船上的卫生与生活条件也十分糟糕。然而，受经济利益与政治利益的双重驱使，这些人所进行的探索极大地扩展了已知世界的范围。
伴随着新航路的开辟，东西方在文化、贸易之間的聯繫大大增加，使西方文明扩展至全世界，同時帝国主义、殖民主义与自由贸易也开始出现。欧洲这个时期的國土擴張及快速发展，奠定了其超过亚洲繁荣的基础。新航路的发现，对世界各大洲在数百年後的发展也产生了久远的影响。对除欧洲以外的国家和民族而言，地理大发现带来的影响则是复杂而矛盾的，除了物資交流外，因帶給原住民的常是死亡和佔領，可說是一部大侵略史，直至近年美洲國家才开始关注原住民权益。對於地球生態的影響的也是極巨大的，例如哥倫布大交換。

## 社会环境

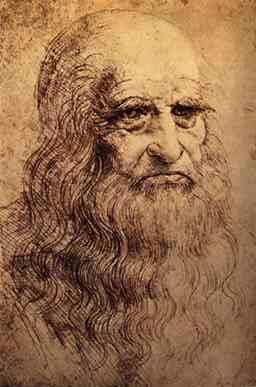
列奥纳多·达芬奇

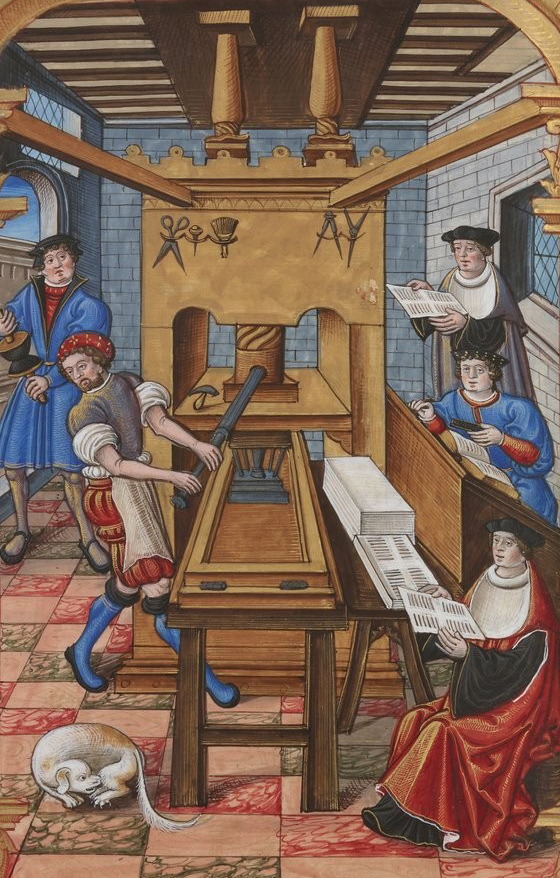
15世纪的书籍印刷

15世纪上半叶，约翰内斯·古腾堡整合前人技术发明的铅字活字印刷术彻底地改变了欧洲乃至世界的历史进程。15世纪末到16世纪中期，欧洲爆发了意大利战争，这一系列的冲突波及到了法国、西班牙、神圣罗马帝国、英格兰、苏格兰、威尼斯共和国、教宗国及其他的意大利城邦。
在16世纪，一些宗教学家、哲学家与政治家们试图从广度和深度上改变西欧天主教的风俗习惯。这开始于奥斯定会教士马丁·路德发动的宗教改革运动。对此，反宗教改革者们改革了天主教会，但却没有进一步地对其教义施行改革。16世纪下半叶，法国的新教胡格诺派与天主教之间曾爆发过八次战争，史称法国宗教战争。到了16世纪末，与文艺复兴息息相关的人文主义，已在欧洲的哲学、语言学、知识、艺术和教育领域中占据了主导地位。准确地说，标志着欧洲文化全球扩张开始的这个时期，颠覆了欧洲千百年来以地心说为主的中世纪世界观。文艺复兴时期出现的重要人物有列奥纳多·达芬奇、米开朗基罗、米格尔·德·塞万提斯、马丁·路德、阿尔布雷希特·丢勒、约翰内斯·开普勒、第谷·布拉赫、若阿基姆·帕蒂尼尔、康坦·马赛斯、安东尼斯·莫尔、耶罗尼米斯·博斯、伊拉斯谟与老布吕赫尔等。
16世纪的文艺复兴开启了通往其后一百年的大门，社会得以摆脱教会灌输的刻板旧习与强加的苛捐杂税。在17世纪，发生了西班牙逐出摩尔人事件与三十年战争。

## 背景

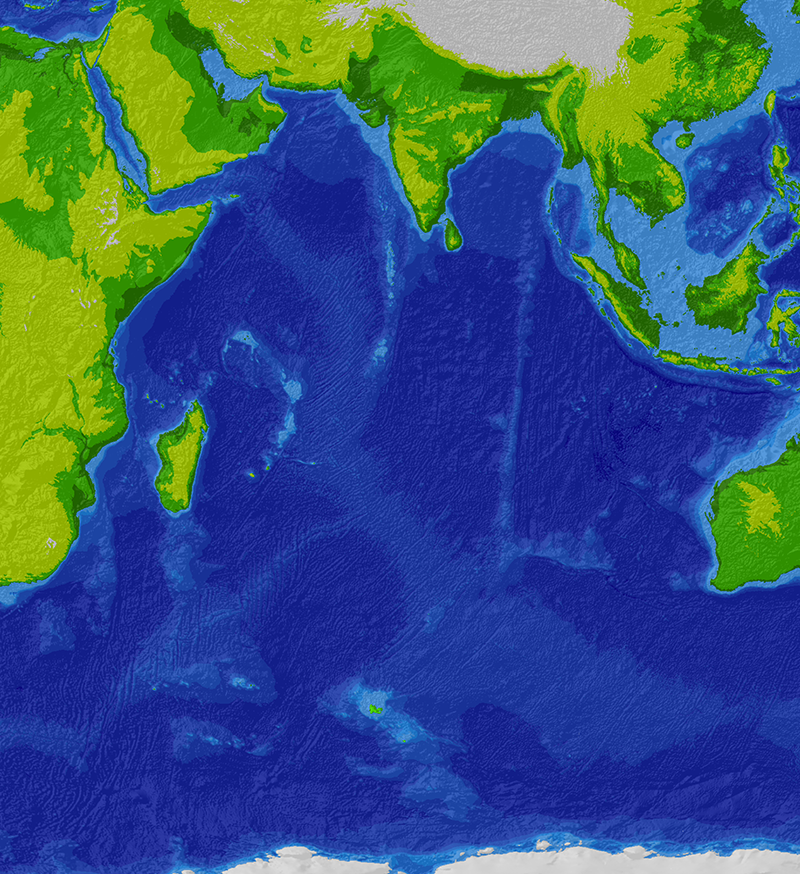
这幅地图的左上角为东地中海。阿拉伯半岛位于伊朗和非洲中间，在它的两侧，自古以来便有着两条天然的航道：分别是西侧的红海和东侧的波斯湾。在新航路发现前，航船只能经由其中一条航道进入阿拉伯海，并在穿越印度洋后抵达东方。

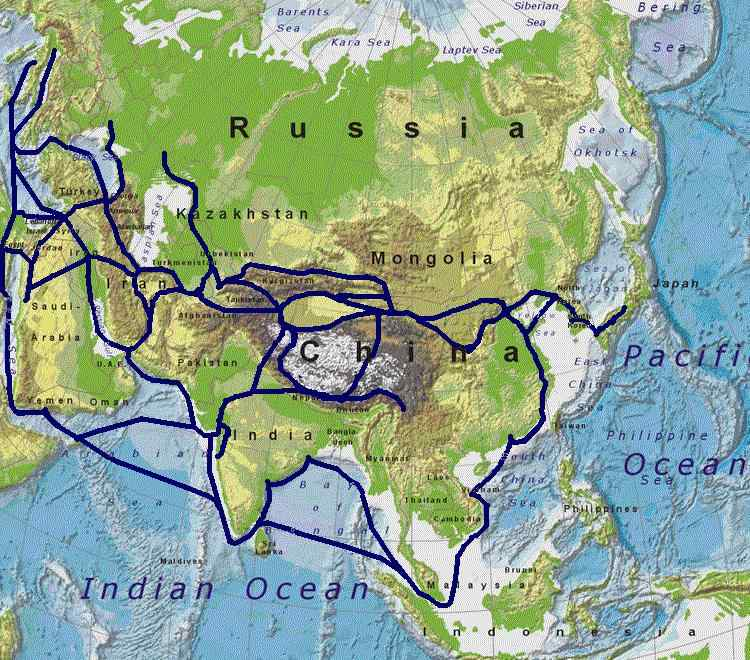
从地中海东岸出发，沿着丝绸之路穿越中亚抵达中国的西安，甚而抵达太平洋西岸。

自古以来，西方便有着两条通向东方的贸易路线：其一是始于埃及和伊拉克的海上路线，其二则是被称为“丝绸之路”的陆上路线。海上路线利用了季风的特点：在每年的4月到6月之间，船只从苏伊士或巴士拉出发，分别经由红海或波斯湾进入阿拉伯海，再顺着从海洋吹向大陆的西南季风航往印度洋和中国海。大约在6个月后，也就是在10月到12月之间，吹向海洋的东北季风又会将航船带回其始发地。作为陆上路线的丝绸之路，其贸易路线西起地中海东岸（主要有亚历山大港、大马士革与阿勒颇等城市）与黑海沿岸。从这些地方出发，经过里海南部进入亚洲并穿过巴格达，分为几条支路穿过内陆地区后再汇集于咸海附近。在中亚的布哈拉，开始分路前往印度的德里与阿格拉。经过布哈拉，到达帕米尔北部的撒马尔罕后，丝绸之路再次出现分支：往北通向阿拉木图，往东穿越中亚，并沿昆仑山脉或天山山脉行进抵达中国城市西安。
探索时代的开始，是由于商业贸易上急迫需求的刺激。最初的远洋航行，是为了寻找从西欧前往亚洲的海路航线，以带回东方的香料。因为，从陆路到达亚洲的路程十分遥远，商队必须穿越亚洲的多个地区；而当时欧洲同亚洲的贸易已被威尼斯和热那亚等地的意大利商人垄断。穆斯林在大部分时期裡都控制着通往东方的各条商路。亚历山大、阿勒颇与大马士革被称为当时的“铁幕”。只有在13世纪下半叶到14世纪，当成吉思汗家族的蒙古帝国极盛时，以马可·波罗为代表的欧洲人才与“契丹”取得了联系。已有的贸易路线可以运送宝贵的香料，但却不得不遭受沿途关卡的层层盘剥，贸易受到了严重影响；这还没有算上多变的政治局势和盗匪的骚扰。进入十五世纪，威尼斯受到鄂圖曼土耳其的封锁与入侵，西方人急迫地需要找到一条通往东方的新商路。在当时，地图学、航海术与造船术都取得了可观的进步。随着技术的进步，卡瑞克帆船与卡拉维尔帆船相继在伊比利亚半岛出现，远洋探险成为了可能。这些融合了传统阿拉伯船只与传统欧洲船只特点的帆船，首次能离开风平浪静的地中海，安全地航往大西洋的开放水域进行探索。
伊比利亚半岛上的王国的社会结构类似于公司。世家門閥中施行长子继承制，家庭中的长子可以继承家产，次子则可能剃髮出家，成為修士，或在同摩尔人的战斗中碰运气，用努力来赢取荣耀和土地。当伊比利亚半岛的土地都被征服者们瓜分殆尽后，北非的廷吉塔纳毛里塔尼亚便成为了征服者们的新目标。葡萄牙先于卡斯蒂利亚完成失地收复，并已开始在北非建立殖民地。阿拉贡亦先于卡斯蒂利亚完成失地收复，并已派遣探险队去寻找直接穿越地中海的新航线。在卡斯蒂利亚完成收复失地运动后，伊莎贝拉女王下令军队继续征战非洲。然而，向西通往印度（实际上是美洲大陆）新航线的发现，改变了她原定的计划，从而持续了近8个世纪的征服活动也得以在这片未知土地上继续下去。

## 早期的陆路探索

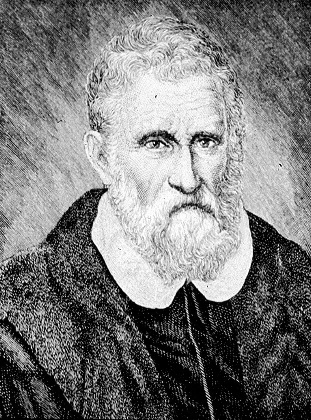
马可·波罗（1253年－1324年）

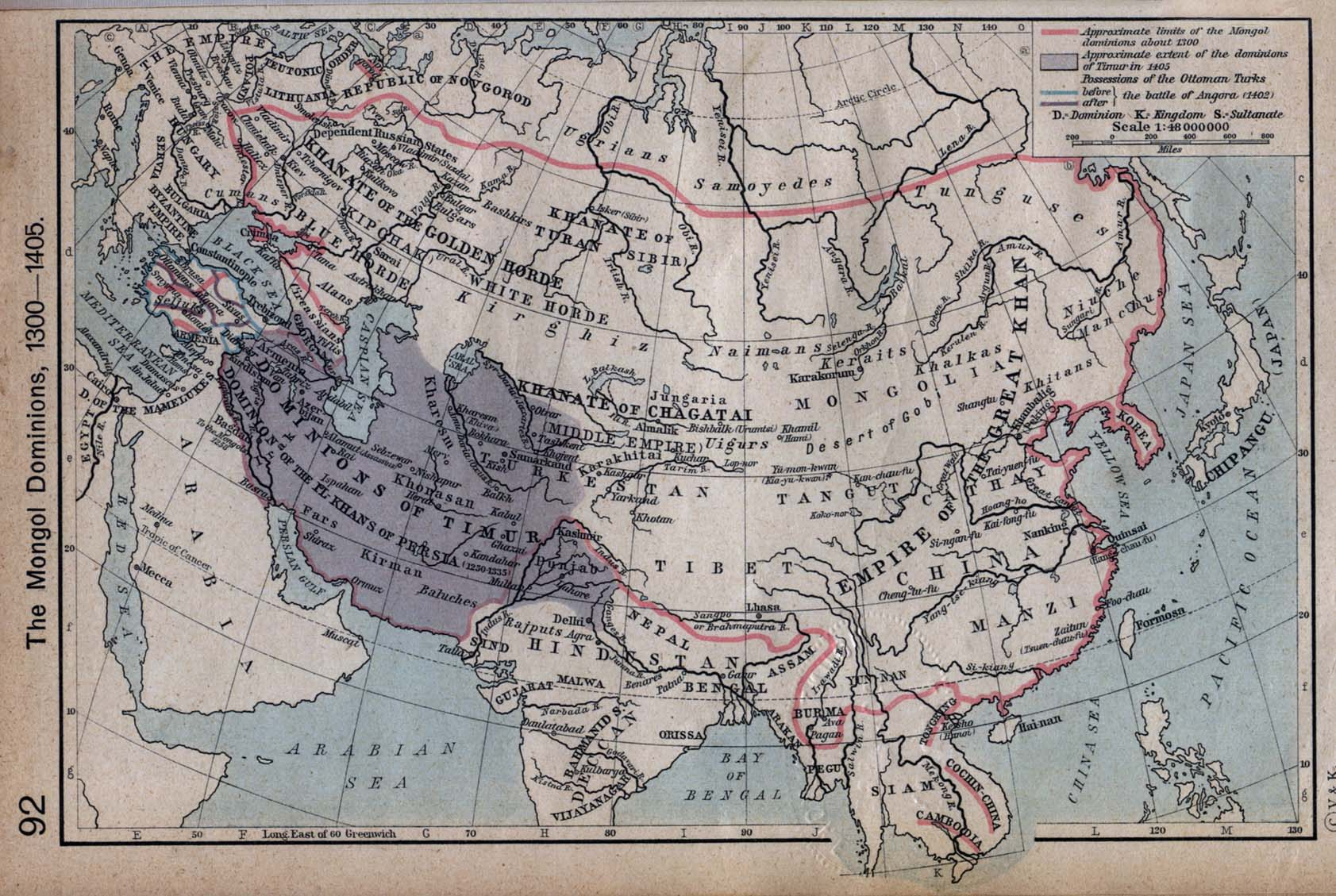
13世纪时蒙古帝国的版图，地图制于1923年。蒙古帝国是历史上最辽阔的帝国之一，居住在其境内的人口大约占当时全世界人口的一半。

中世纪晚期，有一系列的欧洲探险队曾跨过欧亚大陆前往亚洲，他们是探索时代的先驱者。尽管统一了大半个欧亚大陆，将中国到中亚的商路悉数纳入囊中的蒙古正对欧洲觊觎万分；一部分欧洲人还是利用这个机会前往了东方。随着欧洲到中亚的商路逐渐为意大利城邦的商人所控制，意大利人成为了前往东方的主要人群。他们与近东地中海的亲密关系，使得他们更愿意同这一地区贸易，而不是与更东边的地区。教宗国亦派遣了探险队，希望能够找到基督教的皈依者，或寻到传说中祭司王约翰的王国。
在已有的史料中，有记载的第一名前往东方的旅客名叫柏郎嘉宾，他于1245年至1247年间到达了蒙古并返回欧洲。然而，马可·波罗在1271年到1295年的旅行才是其中最知名的一次：他穿越了整个欧亚大陆，并抵达了大陆的最东面。后来，《马可·波罗游记》以故事的形式详细地记录了他的旅程，这本书在欧洲流传甚广。
这些旅行并没有发挥立即的作用。实际上，蒙古帝国在不久后便以其扩张的速度瓦解了。前往东方的商路变得更加危险，更不容易穿越。14世纪的黑死病同样牵制了东西方的旅行和贸易。此外，通往东方的陆上路线太长，且多被与欧洲作战了多个世纪的伊斯兰帝国控制，商队几乎无法维持有利可图的贸易。随着热衷于侵略扩张的奥斯曼帝国的崛起，欧洲与亚洲的交流变得更加困难。

## 郑和下西洋

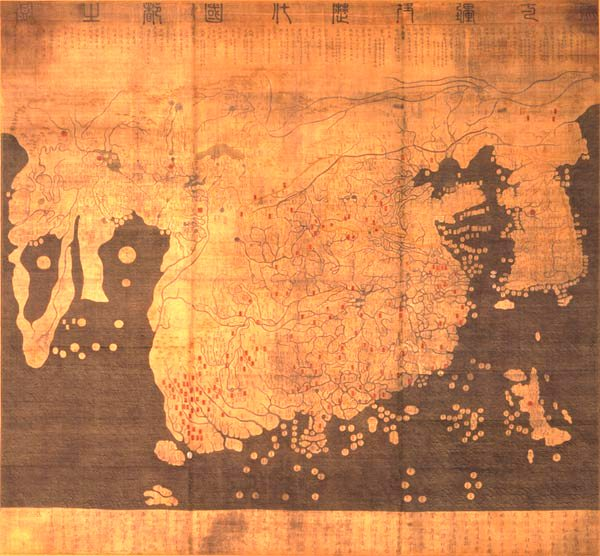
15世纪初朝鲜所制的地图《混一疆理历代国都之图》，显示了郑和时代明朝及其藩属国的世界观

郑和（1371年－1433年）是一位回族的探险家和航海家，中國也是歐洲以外少數具有遠洋航行能力的發達文明之一，因此明朝期間明成祖曾多次命其率领船队远航至印度洋，这史称“郑和下西洋”。郑和航行的目的主要有以下几条：一为安抚东南亚诸邦，“宣德化而柔远人”；二为寻找惠帝允炆，这一点可在《明史》中得到查证；三为同印度诸国建立联系，以便从腹背夹击帖木儿帝国。此外，现代郑和研究者亦总结了其他的一些原因，譬如建立从南亚向西航行的中途候风转航的据点、开辟新航路，使海外远国“宾服”于中国等等。
在航行中，郑和船队采用了多种导航方式，主要有：被称为“过洋牵星”的星座观测方法，与使用罗盘测定针路的指南针方法。此外，世界上最早的一批海图亦出自郑和船队之手，其中流传至今的有茅元仪《武备志》中收录的《郑和航海图》。郑和探索了东南亚与南亚的大部分地区，如交趾支那、马六甲、暹罗、爪哇、加尔各答、斯里兰卡等。此外，他还到达过波斯湾、东非与埃及。有少部份学者甚至认为郑和曾经抵达过美洲大陆，也即是认为他先于哥伦布发现了美洲；这批学者中的代表人物当推《1421：中国发现世界》的作者加文·孟席斯。在途经的国家，郑和船队用中国的特产换来了象牙、染料与宝石等商品，并为皇帝带回了长颈鹿、鸵鸟、金钱豹、狮子等珍奇动物。
从1405年到1433年，郑和共计下西洋7次。在第1、3、4、7次的出航中，舰队的随船人员均超过27,000人。郑和下西洋的船队极有可能是当时世界上最庞大的舰队，其第一次下西洋所携带的船只共计208艘。郑和乘坐的宝船长44丈、宽18丈，有9条桅杆与12张帆，并由约200名船员操作。
郑一钧认为，郑和的航海建立了亚非国际间的和平局势，促进了亚非国际贸易的发展，传播了中国的文化，并为中国带来了新的海外知识。此外，他亦指出了郑和下西洋的局限，认为郑和的航海并未带来中国资本主义的发展。学者张箭认为，郑和下西洋并没有太大的经济需求，他的七次大规模航海不仅没有为明朝带来巨大的利润，反而令国库空虚。但是，郑一钧并不同意导致国库空虚一说，并以郑和六下西洋所带回的100多万两银子均被用于修建南京大报恩寺，而未被纳入国库的事例来加以佐证。厦门大学教授庄国土认为，郑和下西洋打击了海外华商和海上游民，使中国海商无法出洋，就算冒险出洋无利可图，压缩了中国海商的活动空间。

## 葡萄牙的探索
在伊比利亚半岛发展出卡拉维尔帆船后，欧洲人终于开始将目光瞄向神秘的东方。
探索东方的渴望是由多种原因造成的。其中最主要的原因，是去寻找获取香料的新航线，以取代受政治环境影响而随时可能停止供应的陆地贸易。货币主义者则认为，开启探索时代的主要原因是欧洲贵金属的剧烈流失。欧洲经济建立在金、银货币的流通上，通货的短缺会让欧洲出现经济萧条。还有一个因素是，在收复失地运动中，伊比利亚半岛上的基督教国家已与穆斯林国家作战经年，半岛上的基督教国家極需去寻觅海外盟国来反击当地的伊斯兰势力（例如传说中的祭司王约翰），从而打破伊斯兰教的制约力量。此外，他们也从阿拉伯邻居那学到了很多东西。譬如，在卡拉维尔帆船的发展过程中，阿拉伯三角帆技术的引入改进了船只的机动性。另外，通过从阿拉伯人手里重新获取的古希腊地理文献，欧洲人首次对非洲和亚洲有了一个大致的印象。

### 恩里克王子
恩里克王子是葡萄牙国王若昂一世的三子，他曾参与了其父指挥的征服休达的战役，并在萨格里什（今圣维森特角）开办了世界上的第一所航海学校。恩里克的计划是探索非洲西海岸：在几个世纪里，西非与地中海世界的贸易路线都必须跨越撒哈拉大沙漠，而北非的路线则被葡萄牙的宿敌穆斯林国家控制；因此，葡萄牙人希望可以绕开伊斯兰地区，通过海路直接与西非展开贸易。
1415年与1416年，恩里克曾两次派人去探索了加那利群岛。1418年，恩里克派贵族若昂·贡萨尔维斯·扎尔科和特里斯唐·瓦斯·特谢拉出航探险，在一场风暴过后，他们意外地发现了马德拉群岛的圣港岛。第二年，恩里克派遣此二人再次出航去建立殖民地，这次他们发现了马德拉主岛。此后，恩里克曾两次派人去征服加那利群岛，但却由于当地土著的抵抗与供给不足而不得已而為之中止。1431年到1432年，恩里克派出的探险队逐步地发现了尚无人类居住的亚速尔群岛，不久后葡萄牙便开始殖民该群岛。
1434年，恩里克派吉尔·埃阿尼什首次越过了博哈多尔角的障碍。这里是当时西方人所知道的最南的地点。1437年，恩里克参与了葡萄牙对北非的战役，但葡萄牙在这场战役中遭到惨败，恩里克的弟弟费尔南多亦被俘为人质。1448年，恩里克下令在北纬20度左右的阿奎姆岛建立据点，这成为了欧洲人在西非海岸建立的第一个殖民据点。在二十年内，葡萄牙用武力取得了撒哈拉地区的控制权，并开始在现今的塞内加尔地区进行黄金与奴隶贸易。

### 迪亚士與达伽马的探索

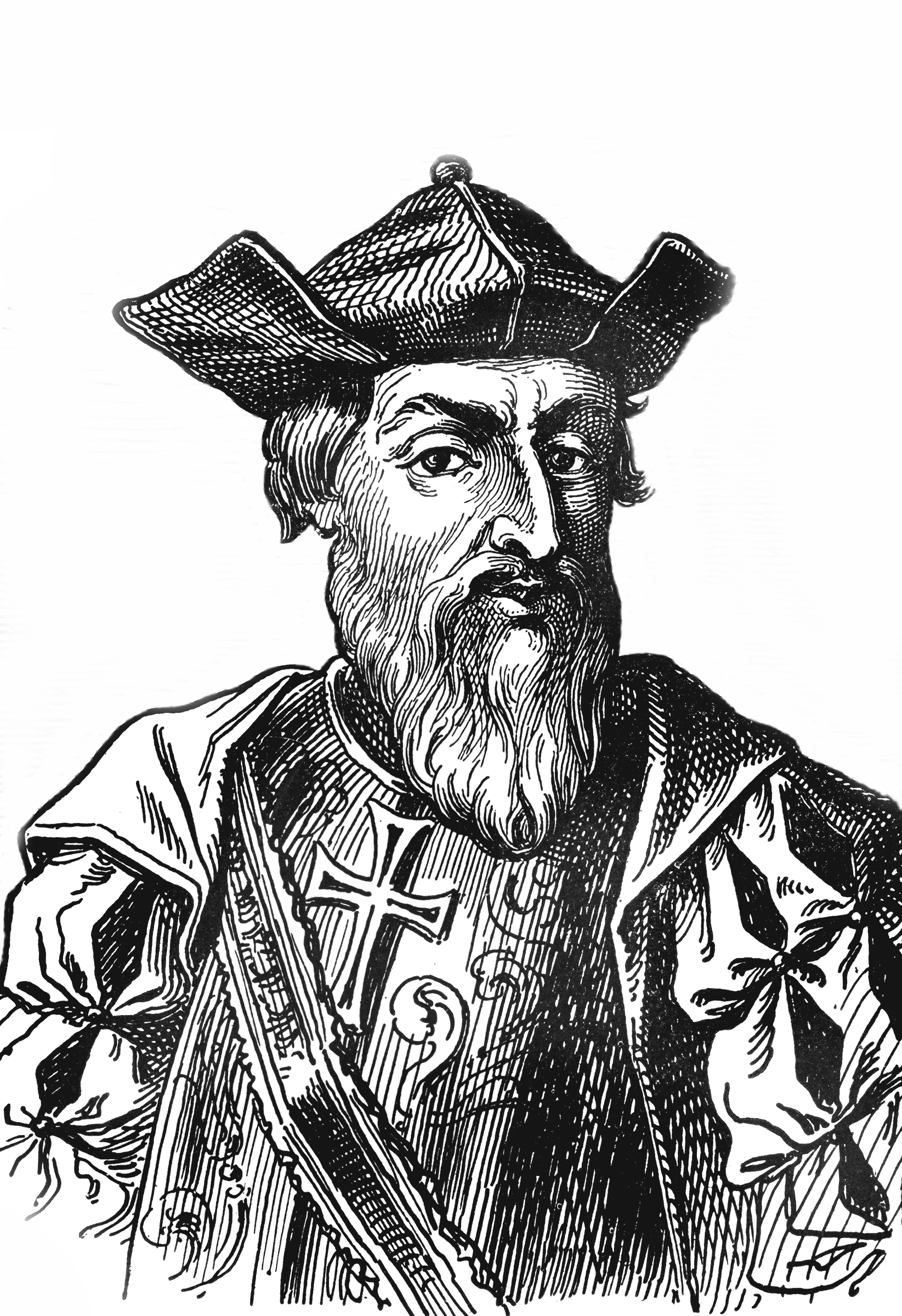
瓦斯科·达伽马（1469年－1524年）

在不断发现金矿的同时，1469年－1472年葡萄牙人发现了圣多美和普林西比，后来在那里建立起了世界上的第一个制糖业殖民地。1482年，迪奥戈·康率领的一支探险队与刚果王国取得了联系。
1487年是一个重要的转折点，迪亚士受葡萄牙國王若昂二世委託出發尋找非洲大陸的最南端，他率三艘船隻從里斯本出發，沿著西非海岸南下，而在南緯29度遭遇暴風漂流十三日，最後在1488年2月3日進入非洲南端的莫塞爾灣。他並发现了非洲最南端的厄加勒斯角與西南端的風暴角，而後風暴角被若昂二世改名為好望角。这意味着进入印度洋的航线已被发现。
1498年，瓦斯科·达伽马藉由一位熟悉西印度洋季風規律的伊斯蘭教徒領航員之助，发现了通往印度的新航线，使得陆上丝绸之路不再是通往东方市场的唯一途径。

## 葡萄牙与西班牙划分势力范围

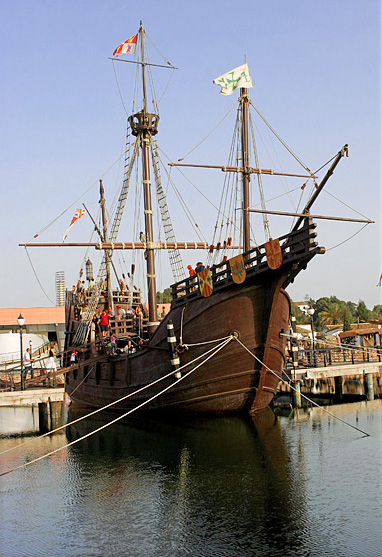
哥倫布首航艦隊旗艦聖瑪利亞號（根据估计的仿制品）

卡斯蒂利亚王国是葡萄牙的竞争者，但它对大西洋的探索要略晚于葡萄牙：到15世纪末，尽管卡斯蒂利亚的航海者们已开始在大西洋的海面上从事商业贸易与海上劫掠的活动，但还未与这位半岛上的邻居展开直接的竞争。两国的第一次对抗发生在加那利群岛，卡斯蒂利亚通过阿尔卡苏瓦什条约确立了对群岛的拥有权，在1478年到1496年间通过武力征服了当地的原住民关切人后，卡斯蒂利亚吞并了整个群岛。另一方面，卡斯蒂利亚的海军则致力于在伊比利亚半岛上赢得对伊斯兰的战争。在完成收复失地运动后，卡斯蒂利亚将海上舰队悉数派出，去搜寻新的殖民地与海外贸易路线。
1492年，伊莎贝拉女王资助了克里斯托弗·哥伦布的探险活动，希望他找到向西航往印度洋的路线，以替代在《阿尔卡苏瓦什条约》中规定由葡萄牙人保有的南非航线。哥伦布终究没有抵达亚洲，但他却意外地发现了一片新大陆——即美洲大陆。
通往“亚洲大陆”（欧洲人称之为“印第安”）新航路的发现，让西班牙帝國与葡萄牙帝國在势力范围的划分上再起纠葛，最后在教宗亚历山大六世的介入调停下，两国于1494年签订了《托德西利亚斯条约》，这一条约为两国划定了欧洲之外的已知世界上的势力范围。佛得角群岛以西370里格的经线成为了两国的势力分界线。分界线以东归葡萄牙，即非洲、亚洲与南美洲东部（巴西东北的少部分）；分界线以西归西班牙，即绝大部分的美洲大陆、太平洋的岛屿以及当时尚未发现的陆地。

## 征服的开始与发现美洲
1499年－1504年间，为西班牙国王效劳的意大利人亚美利哥·韦斯普奇考察了南美洲东北沿海地区，认为这里不是印度，而是一块新大陆。后人将这块大陆以他的名字命名为亚美利加洲。
在深入探索了美洲大陆后，西班牙发现了两个大帝国：阿兹特克帝国与印加帝国，这两个帝国面积的广袤程度与人口的稠密程度都远超欧洲任何一个国家。通过和当地被镇压的民族联合，并在欧洲人无意间带来的疾病的协助下，西班牙征服者轻而易举地征服了这两个帝国。然而，当地文明的顽强反抗却成为欧洲人不得不面临的一个问题，他们必须得进行一场长期的战争来镇压他们。
1510年时，瓦斯科·努涅斯·德巴尔沃亚在美洲大陆上建立起了第一个殖民城市圣玛丽亚-拉安蒂瓜德尔达里恩。他后来还成为了第一位看见“大南海”（即太平洋）的欧洲人，這是繼馬可波羅观東海後，歐洲人再次目睹太平洋。

## 资源富饶的美洲
在发现美洲之初，哥伦布与西班牙的其他探险家都对这次以经济为目的的探索的成效感到失望：与非洲和亚洲不同，加勒比群岛的居住者们并没有黄金或者其他西班牙人觉得有价值的财物。但是，他们在玉米、木薯、棉花、花生、辣椒、菠萝、甘薯与烟草等作物方面的产量却十分庞大，而旧大陆对这些作物都一无所知。不久后，随着更多的探索者来到这片大陆，欧洲人发现了这些新作物，并意识到了它们的商业价值可以让西班牙人在欧洲市场中占据一席之地，能与葡萄牙和意大利人从非洲与亚洲带回的货物竞争。因此，除了上述的作物外，西班牙人还将香子兰、西红柿、马铃薯、可可及其制品巧克力、多香果与制造染料的胭脂虫引入了欧洲。当运送胭脂虫的西班牙商船被英国或德国的海盗劫掠时，不识货的海盗们往往会把货物扔进大海。
在哥伦布到达美洲后，许多欧亚非的文明都开始利用和消费这些来自美洲的产品；除了上一段提到的以外，还有橡胶等经济作物以及鳄梨等旧大陆没有的水果。到了16世纪，西班牙的加利西亚与曼切戈斯两个地区已开始为“谁的土地上种出来的马铃薯品质更好”的问题而发生争论。
在征服战争结束后，欧洲人的兴趣依然集中于香料贸易方面。此外，他们还热衷于探寻以金银为主的贵金属资源：南美洲银矿的发现、积累和其他贵金属的积累使得欧洲在18世纪得以进入工业社会。

## 环球航行

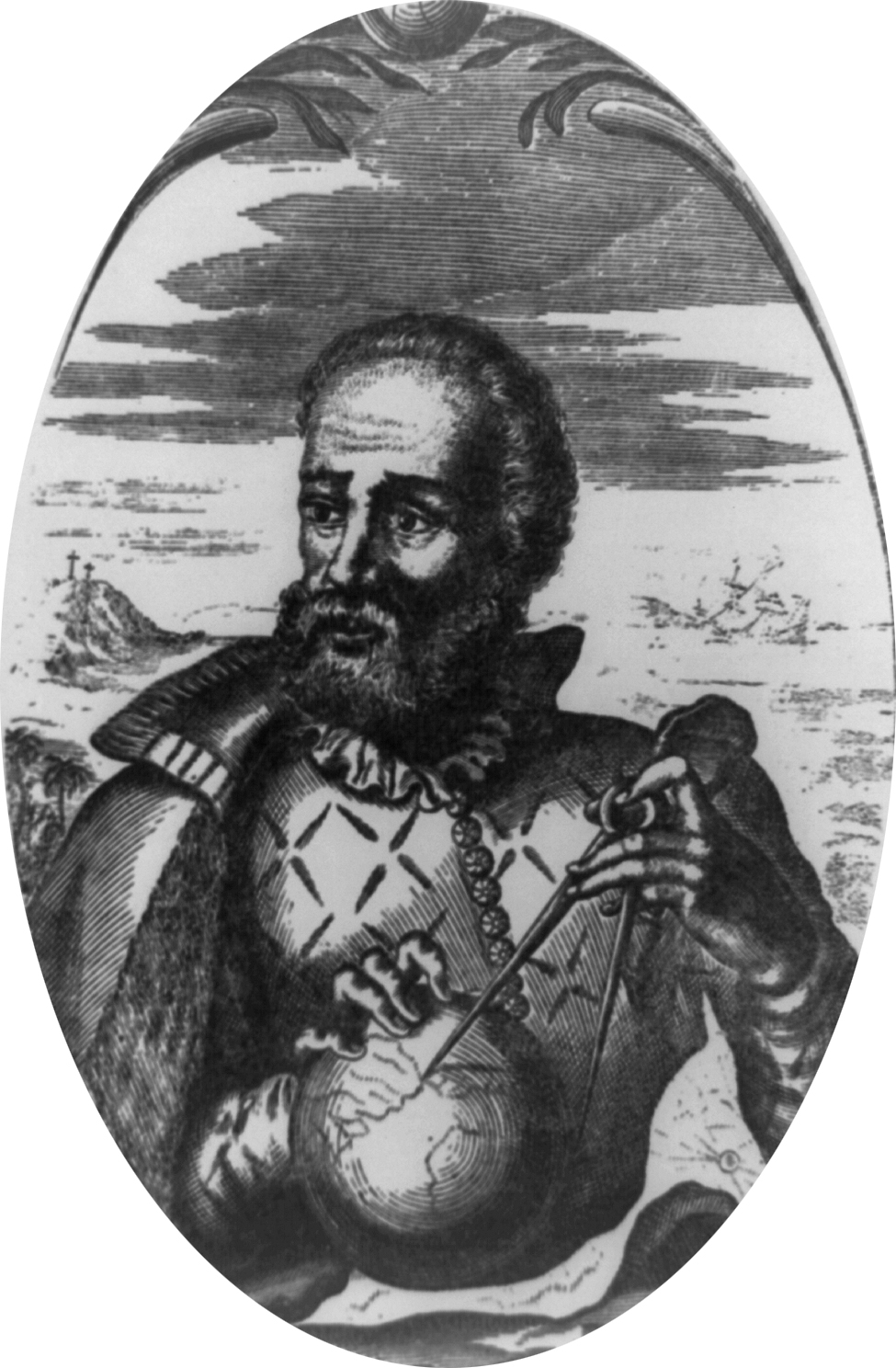
斐迪南·麦哲伦（1480年－1521年）

然而，在欧洲最受欢迎的香料并没有出现在这片新的大陆上，因此西班牙王室依然对东印度保持着极大的兴趣。1519年，在荷南·科尔蒂斯在墨西哥登陆时，西班牙资助了葡萄牙航海家斐迪南·麦哲伦的探险。这次远航的目的，是去寻找向西通往香料群岛（亦称东印度群岛）的贸易路线，这可以让西班牙在不违反《托德西利亚斯条约》的前提下通过香料贸易来获取利润。麦哲伦曾试图向葡萄牙请求资助，但受条约限制的葡萄牙并没有同意。

### 寻找“海峡”的麦哲伦
麦哲伦曾积极地参与了葡萄牙对印度和马六甲的殖民活动，可他却没有达伽马在曼努埃尔一世前的那份幸运：1513年，他被派往摩洛哥清剿海盗，在一场战斗中他的一条腿落下了残疾。回到葡萄牙后，他在晋见国王时恳求国王念在多年的功劳上为他增加俸禄，但却被拒绝了。失望至极的麦哲伦离开了自己的职位，在家乡停整了几年，接触到了邻国西班牙的航海者与国王，还同制图师与天文学家鲁伊·法莱罗建立了友情——法莱罗对麦哲伦的未来有着举足轻重的影响。

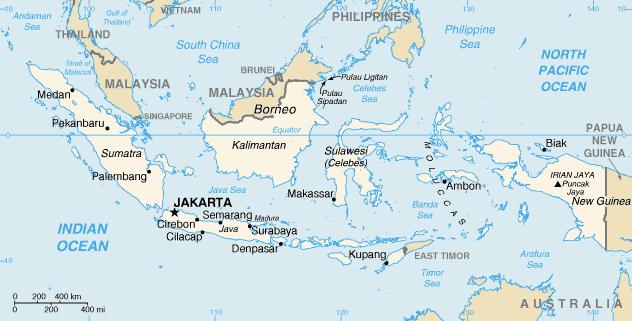
香料群岛位于印度尼西亚群岛中，东西分别为新几内亚与苏拉威西岛，南临澳大利亚大陆。这一片群岛成为了当时欧洲探险家们竞相追逐的目标。

麦哲伦在很早以前便相信有着一条向西穿越“大南海”通往香料群岛的海峡；过去曾经有探险家寻找过这条海峡，但都却无功而返。一次又一次的探索都被看似无穷无尽的岩石所阻碍，由此，很大一部分制图师都设想美洲大陆的土地会一直延伸到地球的南极。然而，麦哲伦坚信两大海洋间必有通道相连，并希望得到一支舰队来证明自己的观点。法莱罗支持了麦哲伦的行动。1517年10月20日，麦哲伦前往了西班牙南部大港塞维利亚，寻求为西班牙王室效劳的机会。他将自己的计划呈交给了当地的商局，并在1518年3月22日与西班牙国王卡洛斯一世签订协议，揭开了大航海时代中最耀眼夺目的一页。
得知这件事的葡萄牙国王曼努埃尔一世，打一开始便打算去破坏麦哲伦的航行。夺取了马六甲控制权的葡萄牙，已开始计划征服其最后的目标——香料群岛。在当时，两个国家的君王都十分注意自己出现的场合，因为葡萄牙的曼努埃尔一世即将迎娶西班牙国王的姐姐埃莱奥诺。然而，两国间私下的角力仍然十分激烈，葡萄牙曾派出大使阿尔瓦罗·德科斯塔（Álvaro de Costa）试图行刺麦哲伦，而卡洛斯一世则希望夺取葡萄牙在香料贸易上的优势地位。

### 麦哲伦的舰队

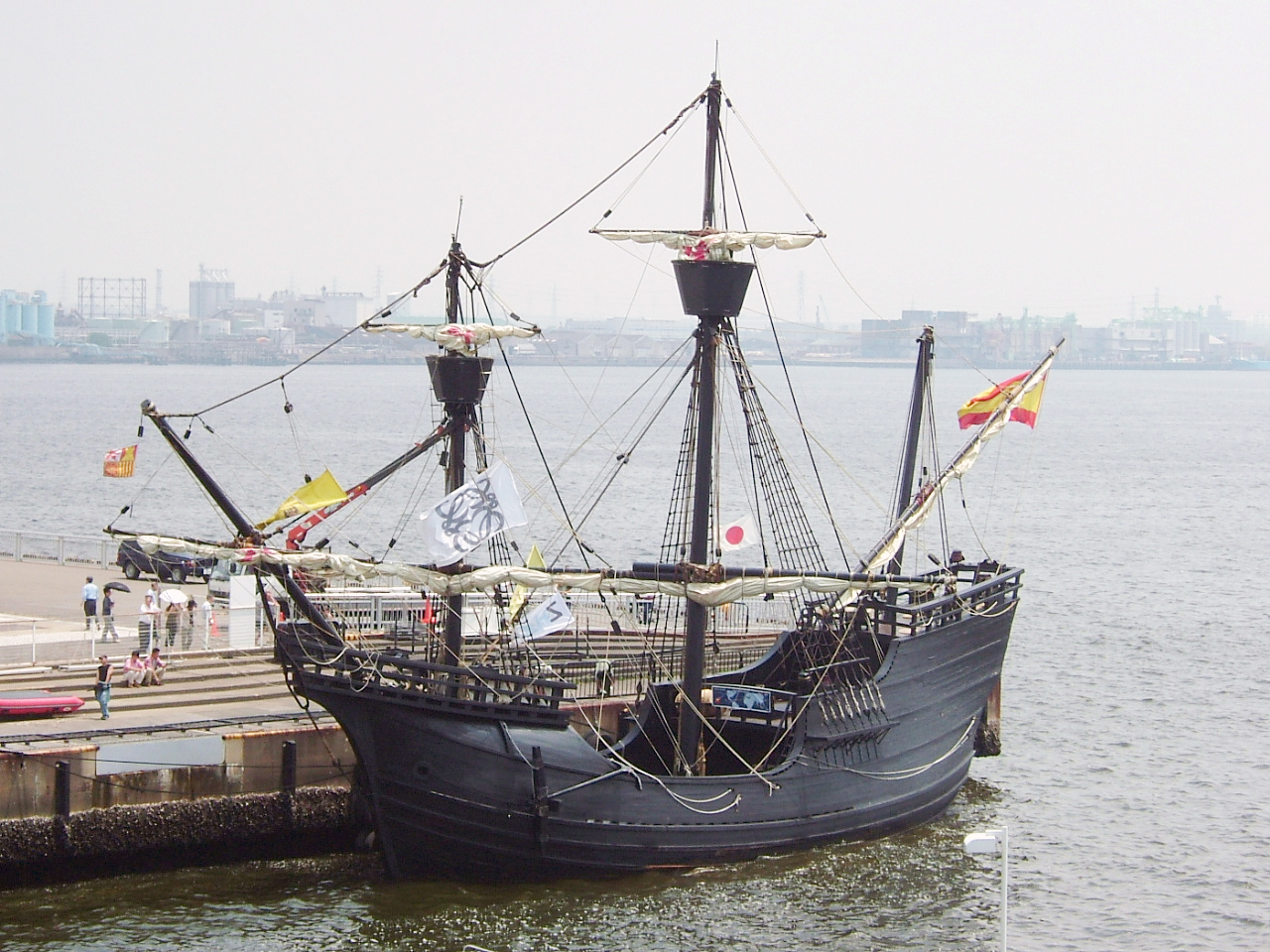
维多利亚号是麦哲伦舰队中唯一一艘成功返回西班牙的船，图为该船的复制品。

根据与卡洛斯一世签订的协议，船队必须由麦哲伦和法莱罗这两位拥有平等权力的船长指挥。亦是天文学家的法莱罗还负责为这次航海製造必要的航海用具，及解决棘手的经度问题。法莱罗为此提出了三个方案：分别是通过月球的纬度、日月的冲合或磁针的偏角来获取经度。然而，法莱罗在将各个方案解释清楚前便离开了船队，宇宙结构学家安德烈斯·德圣马丁继承了他的工作，并选择了在当时可得出较满意结果的第二种方案作为测量经度的方法。
由于法莱罗的离去，他对船队的指挥权转移到了麦哲伦上将手中。然而，船队中最大吨位的船圣安东尼奥号的舰长——布尔戈斯城主教的堂兄弟——胡安·德卡塔赫纳得到了另一份令其拥有与麦哲伦平等权力的补充文件，文件委任他“协助”（adjunto）葡萄牙人（指麦哲伦）以确保此次派遣顺利，并防止疏忽。尽管麦哲伦对舰队拥有绝对指挥权，但卡塔赫纳的加入多少带有些限制其职权的意味；此決定帶有一些政治考慮，但卻是有害，在后来导致两人极为严重地对立。
船队由5艘卡瑞克帆船共265名船员组成：旗舰为特立尼达号（Trinidad），其余四艘分别为圣安东尼奥号（San Antonio）、康塞普西翁号（Concepción）、维多利亚号（Victoria）与圣地亚哥号（Santiago）。其中最大的船为120吨的圣安东尼奥号，最小的为75吨的圣地亚哥号。每艘船都装备了足够的武器，并为交易和补给准备了丰富的物资：有蛋糕、酒品、醋、魚乾、熏肉、蚕豆、鹰嘴豆、小扁豆、面粉、大蒜、奶酪、蜂蜜、杏仁、凤尾鱼、沙丁鱼、葡萄干、李子、无花果、食糖、榅桲果、芥末、刺山柑与稻米；船队甚至还带上了6头母牛，以获取新鲜的牛奶和牛肉。麦哲伦的整个舰队共花费了8,751,125西班牙金币。1519年9月20日，在这个星期二的黎明，麦哲伦率领他的手下从桑卢卡尔-德巴拉梅达出发，开始了人类历史上首次环球航行。

### 航程的一部分：兵变

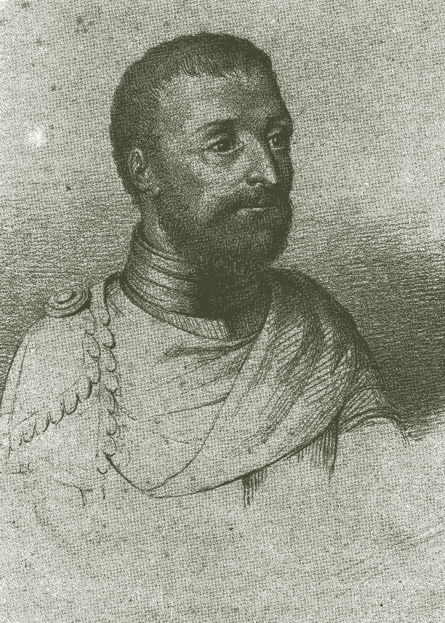
安东尼奥·皮加费塔（Antonio Pigafetta），该次航行的记录者

9月26日，向西南航行的舰队抵达了特内里费岛，并在该岛补充了饮水、食物和木材。他们在加那利一直停留到了10月3日；10月3日的午夜，麦哲伦下令舰队启航，并航向南方的塞拉利昂方向。卡塔赫纳对舰队没有按照既定路线航向巴西感到惊讶，并因此要求麦哲伦海军上将给出解释。但从当时的情况来看，麦哲伦似乎没有理会他，并依旧维持着他的航线。显然，这次事件并没有引发任何直接的后果；但在经过14天的逆风航行后，更加不满的卡塔赫纳开始拒绝向麦哲伦上将行问候礼。脾气易受周遭环境影响的麦哲伦，在一开始便要求卡塔赫纳必须向他行问候礼，但这一要求没有得到满足。在两人的一次见面中，卡塔赫纳公开违抗了麦哲伦的权威：麦哲伦于是下令解除他的军职并逮捕他。路易斯·德门多萨（Luis de Mendoza）自愿监管被解职的卡塔赫纳，以避免这名西班牙贵族沦为底舱的囚犯。安东尼奥·德科卡（Antonio de Coca）则被指派为圣安东尼奥号的船长。该次事件在后来还导致了更加严重的后果。
在穿过大西洋后，舰队抵达了南纬23度附近的巴西圣阿戈斯蒂纽角，他们在这里得到了肉类、水果和马铃薯的补给，并同当地的部落建立了友好的关系。然而，舒适的几天很快便过去了。在到达南纬34度后，他们以为已经抵达了海峡，但那其实只是拉普拉塔河的河口。他们花费了15天时间去探索这片巨大的河口，哪怕是一条极小的通道也没有被放过。2月24日，他们望见了南纬40度附近巨大的圣马蒂亚斯湾（San Matías），在探索过后，他们又一次抱着失望启航。3月31日，他们在南纬49度发现了巴塔哥尼亚海岸的一片巨大的海湾，由于当天是圣胡利安日（San Julián），这片海湾便依此被命名为圣胡利安湾。麦哲伦决定将舰队停泊在该地，直到冬季结束。

第一次环球航行，证明了（从欧洲）向西航行也能到达东方的市场。

由于之前的探索屡遭挫折，人们开始怀疑这次探险是否真能取得成功。随着冬季严寒的到来，凛冽的寒风变得愈加频繁，在这一片荒芜人烟的地域，一股不满的情绪在船员裡迅速弥漫开来。各船的船长们开始抱怨麦哲伦的缄默：“既不向高级官员征询意见，也不给出未来的行程安排”。另外，舰队的食物配给也被缩减。注意到了这些紧张气氛的麦哲伦，决定在到达圣胡利安港后的1520年4月1日棕枝主日当天，将船员们集中在一起举行宴会。然而，只有部分船员参加了这次宴会，维多利亚号的船长路易斯·德门多萨、康塞普西翁号的船长加斯帕尔·克萨达（Gaspar Quesada）与圣安东尼奥的船长安东尼奥·德科卡都拒绝出席宴会。到这时，情况变得不可挽回了，由于不能冒失去最大的一艘船圣安东尼奥号的危险，麦哲伦撤下了它的船长科卡，并让自己的亲戚阿尔瓦罗·德梅斯基塔（Álvaro de Mesquita）取代了他的位置。
当天夜里，克萨达、科卡与卡塔赫纳主动采取了行动：他们的支持者通过小艇登上了圣安东尼奥号。在登上甲板后，他们直闯梅斯基塔的房间，夺取了该船的控制权。船上的助理舵手胡安·德埃洛里亚加因为反抗而被克萨达刺伤。没过多久，船上的葡萄牙籍船员们便全部遭到囚禁了。未反对该次兵变的船员被赏以食物和酒品。这次行动非常迅速，并获得了成功。叛变者们回到了自己的船上，并让胡安·塞瓦斯蒂安·埃尔卡诺掌管了圣安东尼奥号。在旗舰特立尼达号上，麦哲伦上将直到第二天天明才知道发生了什么事。他在这次兵变中总共失去了三艘船：康塞普西翁号、维多利亚号与圣安东尼奥号。
麦哲伦看穿了叛变者们的优柔寡断：他们没有趁机提出要求，也没有制定好行动计划。于是，麦哲伦派出了一支由特立尼达号的警官贡萨洛·戈麦斯·德埃斯皮诺萨（Gonzalo Gómez de Espinosa）率领的5人分队，乘坐小艇前往维多利亚号向门多萨递交信件，没有发现危险的门多萨让他们上了船。埃斯皮诺萨在门多萨阅览信件的时候刺死了他，而杜阿尔特·巴尔博扎率领的60人也顺利登船，并重新控制了维多利亚号。至此，维多利亚号上的叛乱已被镇压。

### “万圣海峡”

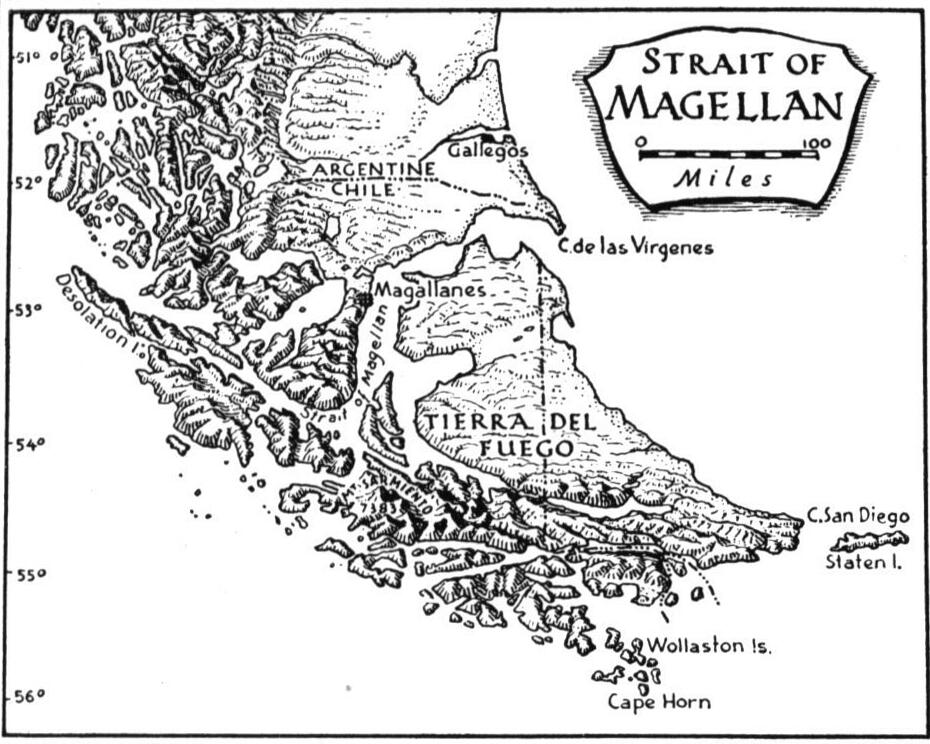
图为麦哲伦海峡。海峡东起大西洋的比尔赫内斯角，西至太平洋的希望角。全长570公里，最窄处仅2公里。麦哲伦的舰队用了一个月才驶出海峡。

在圣胡利安港停泊的同时，麦哲伦还让霍安·塞拉诺（Joan Serrano）率领圣地亚哥号朝南探索附近的地区。圣地亚哥号最远航行到了由冰川融冰形成的圣克鲁斯河入海口。在这里，这艘船由于风暴而沉没。8月24号，剩下的四艘船从圣胡利安港出发，在航行两天后抵达了塞拉诺发现的河口，并在这里停留了近两个月，以等待夏天的来临。然而，麦哲伦并不知道，他们距离那个海峡只有一步之遥了。
10月18日，舰队启锚并继续朝南航行。在三天后的圣乌苏拉和11,000位处女日时，舰队抵达了一处海角（即比尔赫内斯角（Vírgenes））。在绕过海角向西航行后，他们发现了一片两侧林立着悬崖与雪山的海湾，看上去似乎没有尽头。按例行程序，麦哲伦派圣安东尼奥号与康塞普西翁号深入海湾内部探索，特立尼达号和维多利亚号则负责外海的探索。圣安东尼奥号的船长埃斯特万·戈麦斯私自违背了麦哲伦的命令，在其余人不知情的情况下率船返回了西班牙。于是，麦哲伦的舰队里便又少了一艘船。在经历了对圣安东尼奥号“沉没”的短暂恐惧后，康塞普西翁号带回了好消息：这条水道裡有着潮汐，而且水也带有咸味——也就是说，这条水道并不是河流。在万圣节当天，三艘船进入了海峡内部。海峡内密布着众多分支、弯道和海湾，这不仅拖慢了舰队的行程，还令舰队面临危险：除了持续不断的寒风外，船员们还必须时刻留意着附近的礁石和浅滩。舰队在海峡内部发现了一处河口，并将之命名为德拉斯萨尔迪纳斯（de las Sardinas）。在该处，麦哲伦派出一艘小船去探索前方的航道，三天后，小船顺利返回并带来了好消息：他们发现了出口：这个出口被命名为希望角（Cabo Deseado）
Cabo Deseado
。
麦哲伦的舰队不但成功地找到了穿过南美洲通往太平洋的海峡；而且还完成了人类历史上的首次环球航行——在经过三年的艰苦航行后，维多利亚号在胡安·塞瓦斯蒂安·埃尔卡诺的率领下重返欧洲。

## 葡萄牙垄断地位的衰落
尽管西班牙的竞争对葡萄牙的垄断造成了威胁，但葡萄牙的探索与殖民依然在继续进行着。葡萄牙人是第一批抵达日本并与该国展开贸易的欧洲人。在曼努埃尔一世国王的统治下，葡萄牙王国为继续控制其宣称拥有的土地和贸易路线制定了详细的计划，他们的策略是在通往东方的主要航道上修建一系列的要塞。这样的要塞与殖民地有黃金海岸、罗安达、莫桑比克、桑给巴尔、蒙巴萨、索科特拉、霍尔木兹、孟买、果阿、加尔各答、马六甲、澳门与帝汶。此外，葡萄牙人还统治着巴西，这片土地于1500年由葡萄牙人佩德罗·阿尔瓦雷斯·卡布拉尔发现。根据1494年的《托德西利亚斯条约》，巴西被“划分”在了葡萄牙的一侧。
葡萄牙的本土位于伊比利亚半岛沿海地区，难以向内陆扩张。随着时间的过去，过于窄小的本土极大地限制了它的扩张能力，令它无论在财政还是人力上都显得越来越力不从心。此外，分布于全世界的葡萄牙要塞长期面临着人力与装备缺乏的处境。因此，葡萄牙无法与其他更加强大的势力竞争，其殖民地与贸易注定要被他国蚕食，它在东方贸易中的垄断地位已不再长久。葡萄牙在东方霸权的衰落肇因于荷兰、法国和英国的探索的展开：这三个国家在《在其他之中》的时候并未参与其中，因此它们没有遵守葡西间条约的必要。1580年，西班牙国王腓力二世以葡萄牙前国王塞巴斯蒂昂的合法继承人的身份兼任了葡萄牙的国王（腓力二世是葡萄牙国王曼努埃尔一世的外孙）。合并后的帝国又因为过于庞大而失掉了它的绝对优势，无法应对来自新兴势力的竞争。
在西非、中东与远东地区，英国与荷兰逐渐蚕食掉了葡萄牙的一部分殖民地。孟买在后来被作为结婚礼物赠送给了英国。只有澳门、东帝汶、果阿、安哥拉、莫桑比克与巴西还在葡萄牙的实际控制之下。荷兰人曾经夺取了巴西将近一半的土地，但最终还是被葡萄牙人夺回了。

## 新兴国家的竞争
非伊比利亚半岛的国家并不认同《托德西利亚斯条约》。法国、荷兰（从西班牙取得独立后）与英国均有着航海的传统；而尽管伊比利亚国家对它们严加防范，但法、荷、英三国最终还是得到了伊比利亚的新技术与新海图。
曾为西班牙人工作的意大利航海家乔瓦尼·卡博托率领了法、荷、英三国派出的第一支探险船队。受英国资助的卡博托率领他的船队开启了英法共同探索北美洲的时代。大部分西班牙人都忽视了辽阔的美洲大陆北部，认为那里遍布游牧民族且未建立庞大帝国，较之中美更难以控制。卡博托、雅克·卡蒂亚和其他航海者希望在北方找到通往富庶东方的水道，但他们都没有成功。水道并没有找到，然而这些探索却展示了别的可能性：17世纪初，来自中欧与北欧的殖民者登上了北美洲东岸，建立起了最早的一批北美殖民地。
法、荷、英三国还在非洲与印度洋与葡萄牙展开了竞争。荷兰、法国与英国的船队活跃于这些地区，对葡萄牙的垄断地位造成了极大的威胁。随着贸易的展开，西欧三国的贸易份额一步步地上升，而葡西的则不断下降。除了贸易竞争外，法、荷、英三國还在当地成立了自己的军队，在葡西旧殖民地的附近建立起了自己的新殖民地。此外，他们还带头对《托德西利亚斯条约》中西班牙一侧的太平洋与北美洲未知之地进行了探索：荷兰探险家威廉·扬松和阿贝尔·塔斯曼发现了澳大利亚的海岸，詹姆斯·库克船长对太平洋沿岸进行了测绘，
在面向大西洋的西歐相對，俄羅斯在一直深受亞洲來的敵人侵略，在被蒙古人統治時也得到些主子的情報。並在莫斯科公國推翻蒙古統治和統一原基輔羅斯的屬地，便向東方和北方探索，最後在終於维他斯·白令在十八世紀发现了北方海路和以他姓氏命名的白令海峡。

### 英国的探索

大英帝国国旗

1577年到1580年，英国的弗朗西斯·德雷克爵士完成了人类历史上的第二次环球航行。另一位著名的英国航海家是亨利·哈德逊（1565年－1611年），他在北美洲的探險主要有，在1609年對乔瓦尼·达韦拉扎诺於1524年所發現的哈德遜河流域進行探查，之後在1610年到達哈德遜灣，使得此兩處地點冠其姓氏命名。
英国航海家詹姆斯·库克（1728年－1779年）曾三度远征太平洋。在航行中，他对太平洋的海岸线以及大平洋中的众多岛屿进行了精确的测绘，令它们首次出现在欧洲的地图中。库克发现了澳大利亚东岸，并声称其为大英帝国的领土；他完成环球航行，发现了新西兰与纽芬兰；此外，他还是最早发现夏威夷群岛的欧洲人。

### 法国的探索

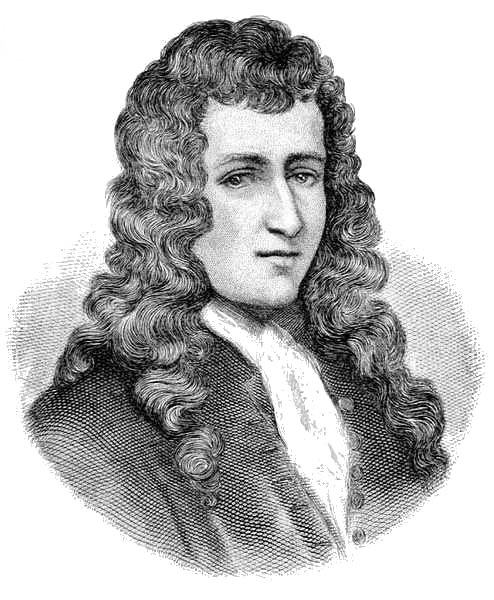
卡弗利耶·德拉萨勒

勒內-羅貝爾·卡弗利耶·德·拉薩勒（1643年－1687年）是一位著名的法国探险家，他对北美大陆进行了深入的探索。他曾横渡五大湖与密西西比河，并对魁北克与密西西比河河口之间的地区进行了探索。
第一位完成环球航行的法国人是路易·安托万·德布干维尔（1729年－1811年），他探索了马维娜斯群岛、大溪地、萨摩亚群岛、所罗门群岛与新赫布里底群岛。
另一位著名的法国航海家是让-弗朗索瓦·德拉彼鲁兹（1741年－1788年）。拉彼鲁兹继承了布干维尔与库克探索太平洋的未竟之业。他探索了菲律宾群岛与澳门，并发现了以他姓氏为名的拉彼鲁兹海峡。1788年，他来到了所罗门圣克鲁斯群岛的瓦尼科罗岛，之后便杳无踪迹。直到1826年，人们才在当地发现了他船只的遗迹。

### 荷兰的探索

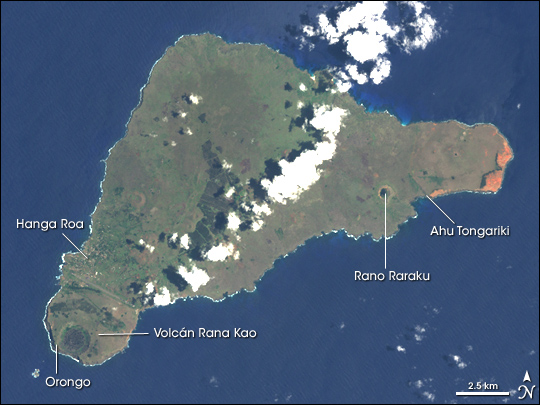
图中所示为复活节岛

第一位完成环球航行的荷兰人是海盗奥利维尔·范诺尔特（1558年－1627年）。1596年，威廉·巴伦支（1550年－1597年）是最早期知名的非俄羅斯對北冰洋的探險者，他发现了斯瓦尔巴群岛。此外，后人为纪念巴伦支，还将新地岛与斯瓦尔巴群岛之间的陆缘海命名为巴伦支海。1616年，荷兰航海家威廉·斯豪滕与雅各布·勒梅尔在横渡太平洋的航行中发现了合恩角。
荷兰探险家阿贝尔·塔斯曼（1603年－1659年）发现了塔斯马尼亚岛、新西兰、汤加群岛和斐济群岛。另一位著名的荷兰探险家雅各布·罗格温（1659年－1729年）则发现了复活节岛以及萨摩亚群岛的一部分岛屿。

### 俄羅斯的探索
帝俄時代便開始對來自亞洲老敵人反擊和侵略的同時，進一步向整個北亞探索和擴張佔領，而在十六至十八世紀間俄國征服西伯利亞，終於找到到達太平洋的路線了。
而航海上雖然因為受到被寒冷的海洋結冰的局限，所以成果無法像西歐的輝煌，但仍然早在蒙古入侵前便有零星的發現，而在十七世紀謝苗·傑日尼奧夫便開始了日後稱為北方海路(歷史上多稱為東北航道)探索，在北冰洋出發繞過他發現和命名的傑日尼奧夫角到達太平洋，確認亞洲和美洲不相連，而十八世紀白令經過傑日尼奧夫時代並未有能力描述和進一步探索的地方，到達美洲的最西北部的阿拉斯加與阿留申群島與將其佔領並殖民。

## 探索的结束與其影響

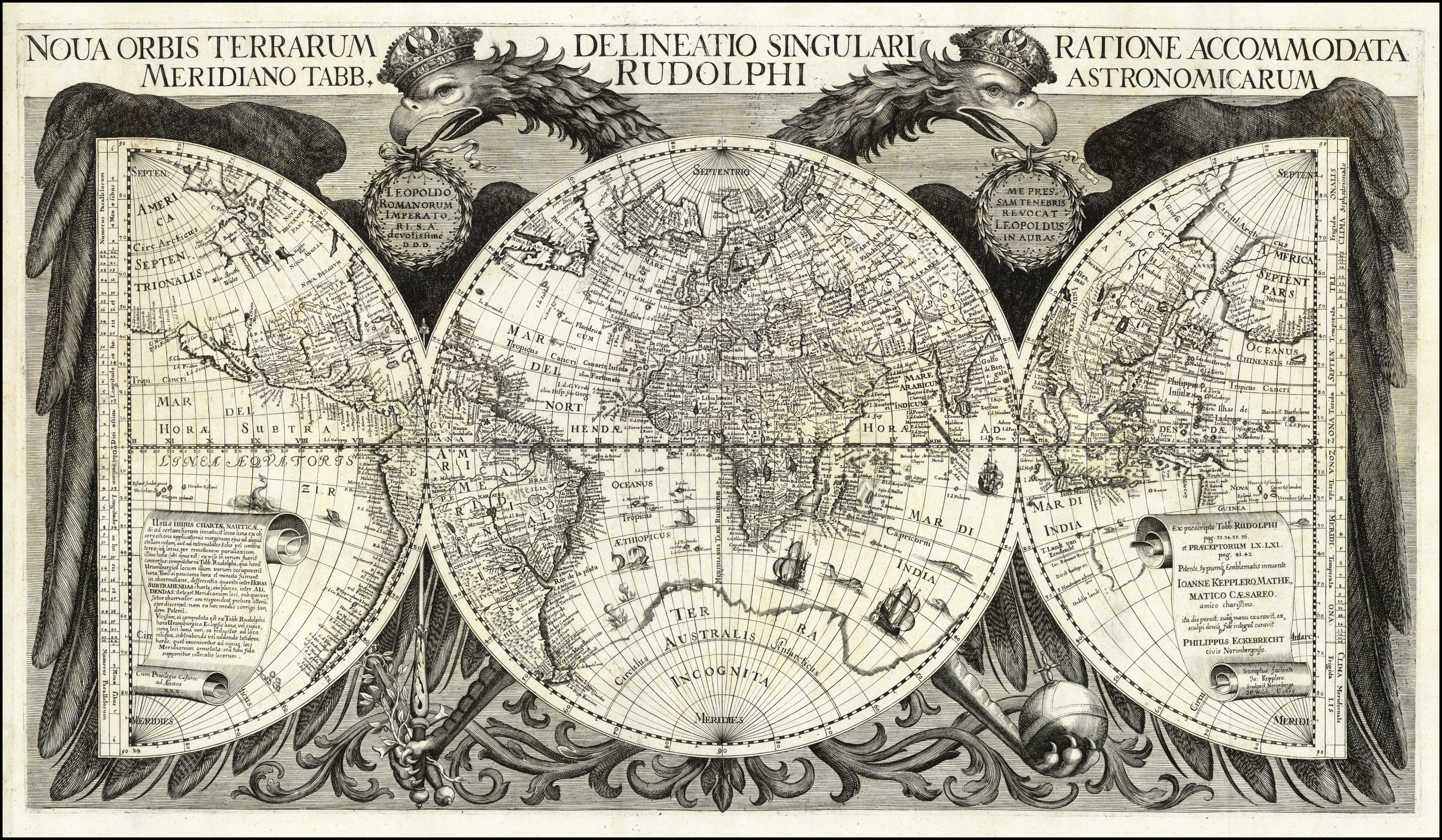
1627年的一幅世界地图

地理大发现时代结束于17世纪末，常以確認和殖民澳大利亞為最後一次對社會重大事件。在15世纪中叶，人类知识总合中已知的陆地面积只占全体陆地的2/5，航海区域亦只有全部海域的1/10；但到了17世纪末，人类知识总合中已知的陆地和海域都已达到全体的9/10。当然，远洋探索依然继续着。
雖然俄羅斯較早便發現北方海路，但因為不能全年通航所以影響較小，而早期較為人所知的西歐對北冰洋的探險家僅有巴倫支。因為帝俄曾經封鎖過某些進入北冰洋的海的關係直到19世纪，西欧人才再度开始探索北冰洋和南冰洋。
過去地理大發現曾被認為是緣於歐洲科技的瞬間躍進，或者少數航海先驅的英雄行徑。當代史家則逐漸傾向認為，這是從十一世紀以來，歐洲內部經濟、文化與科技逐漸成熟的結果。
地理大发现对全世界，尤其是欧洲产生了前所未有的巨大影响，它让地中海沿岸的经济活动进入了数千年来最活跃的时期。起初，地中海的权力和财富掌握在位于意大利与希腊人手里；随着君士坦丁堡的陷落，奧斯曼土耳其帝國开始显赫于地中海；后来，葡萄牙与西班牙进行了收复失地运动，发现了新航路并进行了环球航行，意大利城邦失去了他们对东方贸易的垄断，欧洲的重心转移到伊比利亚半岛上。19世纪，西欧的法、英、荷三国开始活跃，他们主导了大西洋的经济活动，其中一部分国家的影响力延续至今。
随着远洋探索的展开，跨洋的商业活动变得越来越频繁，海外貿易累積的財富激發歐洲人在美洲和亞洲的殖民事業，促使資本主義與工業革命的發展，最終直接、間接地激發了帝國主義。此外，在歐洲社會結構方面，商人们先后取代了南欧与西欧的封建领主，成为社会中最具权势的阶层。在英国、法国及其他欧洲国家，资产阶级逐步控制了本国的政治和政府。

## 名稱爭議
地理大發現的稱呼，乃是指西方國家第一次看見美洲大陸的一種說法。當時的西方人認為他們發現「新大陸」，連上面的原住民也是「新住民」。但是嚴格來說，美洲大陸上的原住民早就住在那裡上萬年，美洲大陸也是一直存在著，亦有維京人殖民北美，只是歐亞大陸（所謂的舊大陸）的居民在此之前完全不知情。把「找到」美洲大陸的舉動稱為「發現」，这种欧洲中心论的观点似乎是說那群人原本不存在、不是人，等到歐洲人來臨才「被發現」及「被賦予存在」的意思。這樣的說法對於美洲大陸原住民不尊敬，在嚴格的歷史用語上有所斟酌。

### 引用
1. 1 2  张箭，31－32页．
2. ↑   [古腾堡与印刷术]. Biografiasyvidas.com.   [2008-07-21]. （原始内容存档于2008-07-20）.
3. ↑  德利奥·坎提莫里，第八章：意大利与教皇统治，《新编剑桥世界近代史（第2卷）》，334页．
4. ↑   [季风].   [2008-07-22]. （原始内容存档于2008-02-02） （西班牙语）.
5. ↑   [北半球的地表风].   [2008-07-22]. （原始内容存档于2008-02-04） （西班牙语）.
6. ↑   [伊斯兰的商业与贸易路线].   [2008-07-22]. （原始内容存档于2008-05-31） （西班牙语）.
7. 1 2   [11世纪到15世纪的欧洲]. 西班牙教育科学部（西班牙语：Ministerio de Educación y Ciencia de España）.   [2008-07-21]. （原始内容存档于2008-02-14） （西班牙语）.
8. ↑  Boorstin, op. cit. 原文：“telón de acero”．
9. ↑  张箭，42页．
10. ↑  参见“威尼斯土耳其战争”。
11. ↑  张箭，63页．
12. ↑  Joseph Pérez.  [伊莎贝拉一世，非洲与美洲].   [2008-07-24]. （原始内容存档于2008-03-06） （西班牙语）.
13. ↑  . 天主教公教网. 2005-06-17  [2008-09-19].[永久]
14. ↑  张箭，43页．
15. 1 2   [郑和]. Biografiasyvidas.com.   [2008-07-24]. （原始内容存档于2008-09-27） （西班牙语）.
16. ↑  郑一钧，219－223页．引文出自天妃灵应之记碑．
17. ↑  张廷玉. . 成祖疑惠帝亡海外，欲踪迹之。亦参见张箭，153页．
18. ↑  郑一钧，225页，亦参见张箭，154页．
19. ↑  郑一钧，225－226页．
20. ↑  郑一钧，227页．
21. ↑  郑一钧，127－145页．
22. 1 2 3  . 探索频道.   [2008-07-24]. （原始内容存档于2008-09-05） （英语）.
23. ↑  郑一钧，157页．
24. ↑  《坤輿萬國全圖解密：明代測繪世界》李兆良著，台北：聯經出版公司（2012） ISBN 9789570839760
25. ↑   [哥伦布和郑和：谁先到的美洲？].   [2008-07-24]. （原始内容存档于2008-09-14） （西班牙语）.亦参见孟席斯的《1421：中国发现世界》一书。
26. ↑  郑一钧，44－45页．
27. 1 2  郑一钧，89页．
28. ↑  郑一钧，390页．
29. ↑  郑一钧，400页．
30. ↑  郑一钧，409页．
31. ↑  郑一钧，414页．
32. ↑  张箭，153－154页．
33. ↑  郑一钧，416页．
34. ↑  . 厦门大学学报.   [2021-10-04]. （原始内容存档于2021-11-15） （中文）.
35. ↑  I.A. 麦格雷戈，第二十章：欧洲与东方，《新编剑桥世界近代史（第2卷）》，780页．
36. ↑  张箭，36－37页．
37. ↑  张箭，57－58页；亦参见阿诺德，8页．
38. ↑  阿诺德，9－10页．
39. ↑  张箭，80－81页．
40. ↑  张箭，82页．
41. ↑  张箭，83－84页．
42. ↑   [瓦斯科·努涅斯·德巴尔沃亚]. Biografiasyvidas.com.   [2008-08-20]. （原始内容存档于2008-08-20） （西班牙语）.
43. ↑  Mann, Charles C.; 曼恩 (Mann, Charles C.). .  Chu ban. Xin bei shi: Wei cheng chu ban. 2013. ISBN 978-986-88793-8-6. OCLC 852933652.
44. ↑  智利大学.  [智利大学编年史]. Imprenta del Siglo. 1862年  [2008-09-14]. （原始内容存档于2014-10-01） （西班牙语）.
45. 1 2  Fernández de Navarrete, op. cit.
46. ↑   [日本历史].   [2008-02-13]. （原始内容存档于2008-08-19） （西班牙语）.
47. ↑   [佩德罗·阿尔瓦雷斯·卡布拉尔]. Biografiasyvidas.com.   [2008-09-10]. （原始内容存档于2008-07-14） （西班牙语）.
48. ↑   [十七世纪]. Junta de Castilla y León.   [2008-09-11]. （原始内容存档于2008-02-09） （西班牙语）.
49. ↑   [1728－1730年年表]. Biografica.info.   [2008-09-11]. （原始内容存档于2008-09-22） （西班牙语）.
50. ↑   [弗朗西斯·德雷克爵士]. Biografiasyvidas.com.   [2008-09-12]. （原始内容存档于2008-08-10） （西班牙语）.
51. ↑   [亨利·哈德逊：连接欧亚的桥梁]. Sobrehistoria.com.   [2008-09-12]. （原始内容存档于2008-09-28） （西班牙语）.
52. ↑   [詹姆斯·库克：大洋的探索者]. Viajeros.com.   [2008-09-13]. （原始内容存档于2008-09-08） （西班牙语）.
53. ↑   [罗贝尔·卡弗利耶·德拉萨勒]. Encarta.   [2008-09-12]. （原始内容存档于2008-05-17） （英语）.
54. ↑   [路易-安托万·德布干维尔]. Biografiasyvidas.com.   [2008-09-12]. （原始内容存档于2008-10-07） （西班牙语）.
55. ↑   [让-弗朗索瓦·德拉彼鲁兹]. Junta de Castilla y León.   [2008-09-12]. （原始内容存档于2008-03-07） （西班牙语）.
56. ↑   [奥利维尔·范诺尔特].   [2008-09-12]. （原始内容存档于2008-08-28） （西班牙语）.
57. ↑   [威廉·巴伦支]. Biografiasyvidas.com.   [2008-09-12]. （原始内容存档于2008-07-04） （西班牙语）.
58. ↑   [地狱合恩角]. Elmundo.es.   [2008-09-12]. （原始内容存档于2009-01-27） （西班牙语）.
59. ↑   [阿贝尔·塔斯曼]. Biografiasyvidas.com.   [2008-09-12]. （原始内容存档于2008-12-01） （西班牙语）.
60. ↑   [雅各布·罗格温]. Biografiasyvidas.com.   [2008-09-12]. （原始内容存档于2008-10-12） （西班牙语）.
61. ↑  大衛·阿諾德（David Arnold）著，王國璋譯，1999，《地理大發現1400-1600》，頁133。台北：麥田出版。

## 延伸閱讀
- Brook, Timothy.  reissue. Bloomsbury Press. 2007. ISBN 1-59691-444-0.
- Cipolla, Carlo. . Pelican, London. 1970.
- DeVoto, Bernard. . Houghton Mifflin Harcourt. 1998 [1952]  [2011-06-16]. ISBN 0-395-92498-7.
- Diamond, Jared. . Vintage. 1998. ISBN 0-09-930278-0.
- Hall, Robert L. . Herman J. Viola and Carolyn Margolis, eds. Smithsonian Institution Press. 1991. ISBN 978-1-56098-036-0. JSTOR 27568307.
- Love, Ronald S. . Greenwood Press. 2006  [2011-06-16]. ISBN 0-313-32043-8.
- Rice, Eugene, F., Jr. . W.W. Norton & Co. 1994 [1970]. ISBN 0-393-96304-7.
- Wright, John K. . Annals of the Association of American Geographers. March 1947, 37 (1): 1–15. ISSN 0004-5608. doi:10.1080/00045604709351940.

## 外部連結
- The Faustian Impulse and European Exploration, The Fortnightly Review
- Bill Bigelow, "Discover Columbus: Re-reading the Past"（页面存档备份，存于）, 6-page lesson plan for high school students, 1998, Zinn Education Project/Rethinking Schools